# Свидинский, Владимир Иванович
Свидинский Владимир Иванович  (20.05.1923 (по другим источникам, 19.09.1920)), Витебск — 25.03.1945, Германия) — Гвардии младший лейтенант, командир стрелковой роты мотострелкового батальона 24-й гвардейской механизированной бригады (7-го гвардейского механизированного корпуса, 60-й армии, Центрального фронта), Герой Советского Союза.

## Биография
Родился 20 мая 1923 года в городе Витебске. Работал слесарем на витебском игольном заводе (ныне Витебский приборостроительный завод). В 1941 году ушёл на фронт. Окончил курсы младших лейтенантов. Воевал на Брянском Центральном, 3-м Белорусском и 1-м Украинском фронтах. Был командиром мотострелковой роты 24-й гвардейской механизированной бригады.

## Подвиг
Гвардии лейтенант Свидинский В. И. отличился 25 сентября 1943 года при форсировании Днепра. Свидинский в числе первых форсировал Днепр у села Домантово, Чернобыльского района, Киевской области. Группа бойцов под его командованием под огнём противника достигла противоположного берега Днепра, захватила и удержала плацдарм на правом берегу реки, прикрывая переправу всего батальона. За этот подвиг командиру роты мотострелкового батальона 24-й гвардейской мехбригады (7-го гвардейского мехкорпуса, 60-й армии, Центрального фронта) младшему лейтенанту Свидинскому В. И. 17 октября 1943 года было присвоено звание Героя Советского Союза.
25 марта 1945 года В. И. Свидинский погиб в бою на территории Германии. Похоронен в городе Львове на Холме Славы, где покоится прах 26 Героев Советского Союза.

## Память
- В Витебске его именем названа улица в Октябрьском районе
- В его честь установлены мемориальная доска у проходной Витебского приборостроительного завода и его бюст на территории завода.